# Periana
Periana è un comune spagnolo di 3 346 abitanti situato nella comunità autonoma dell'Andalusia.